# Patrick Stewart
Sir Patrick Stewart (Mirfield, Inglaterra, 13 de julio de 1940) es un actor británico de cine, televisión y doblaje, conocido principalmente por sus papeles en obras de teatro de William Shakespeare y, especialmente, por ser Jean-Luc Picard, capitán, principalmente en la serie Star Trek: The Next Generation y en las películas Star Trek: Generations, Star Trek: First Contact, Star Trek: Insurrection y Star Trek: Nemesis; y como almirante retirado en la serie Star Trek: Picard de la saga de Star Trek, así como el Profesor Xavier, en las películas de X-Men.
Fue nombrado oficial de la Orden del Imperio Británico en la lista honorífica de año nuevo de 2001. 
Sus padres no le dieron un segundo nombre, pero usó profesionalmente «Patrick Hewes Stewart» —añadiendo como segundo nombre «Hewes»— durante un tiempo en la década de 1980.

## Biografía

### Comienzos
Su primera puesta en escena fue a la edad de nueve años. Con doce entró en la Escuela Moderna Secundaria donde continuó sus estudios de arte dramático.  Ha dicho que «lo más grande que jamás me ha ocurrido" fue cuando tras leer Shylock en voz alta frente a toda su clase el maestro le dijo: «Stewart, eres bueno. Deberías vivir de esto».

### Etapa como reportero
A los quince, abandonó la escuela y aumentó sus participaciones en teatro local. Obtuvo un empleo como reportero, pero tras un año, su encargado le dio un ultimátum: escoger entre el periodismo o la actuación; dimitió de su puesto. Sus hermanos cuentan que Patrick habría estado ensayando en vez de trabajar y después inventaba sus reportajes. Supuestamente, le pillaron una noche en la que hubo un gran incendio, y cuando su jefe preguntó por él, no supo responder.

## Carrera
A los dieciséis vendía muebles, y a los diecisiete, se registró en el Bristol Old Vic Theatre School. A los diecinueve ya había perdido casi todo el cabello (padecía alopecia hereditaria, muy habitual en su familia), pero pese a la calvicie supo venderse a los empresarios de teatro, tras hacer una prueba con y sin peluca, con el lema «¡dos actores por el precio de uno!». En 1964, conoció a la coreógrafa del Old Vic's, Sheila Falconer, y se casaron el 4 de marzo de 1966.
Se unió a la Royal Shakespeare Company en 1966 y al Royal National Theatre a principio de los 80. Con el paso de los años, participó en la mayoría de series importantes de televisión, sin conseguir que su nombre sonara. Apareció como Sejano en la miniserie Yo, Claudio; como Karla en Tinker, Tailor, Soldier, Spy y Smiley's People; como Claudio en una adaptación de Hamlet de la BBC en 1980, y con el papel de actor principal en North and South, otra adaptación de la BBC, donde tuvo que usar peluquín.
Muchos de sus admiradores le recordarán en el papel del Rey Leondegrance en Excalibur (1981). Interpretó el personaje de Gurney Halleck en la versión que en 1984 hizo David Lynch de Dune. La mayoría de sus escenas fueron eliminadas de la versión cinematográfica original. El montaje completo se recuperó para su emisión por televisión en la cadena Fox.
En 1987 viajó hasta Los Ángeles para protagonizar al capitán Jean-Luc Picard en Star Trek: The Next Generation (1987-1994), donde logró un enorme éxito. A partir de 1994 también dio vida a Picard en las películas secuela: Star Trek: Generations (1994), Star Trek: First Contact (1996), Star Trek: Insurrection (1998), y Star Trek: Nemesis (2002).
En 1966 se casó con la coreógrafa del Old Vic., Sheila Falconer, con quien tuvo dos hijos llamados Daniel Freedom Stewart y Sophie Alexandra Stewart, En 1990 debido a las distancias y una relación desgastada con su mujer, decidieron separarse. En 1997 se emparejó con la asistente de producción de Star Trek: Voyager, Wendy Neuss, y se casaron el 25 de agosto de 2000, para terminar divorciándose el 14 de octubre de 2003. Su vida cambió radicalmente gracias a Star Trek, y se le atribuye la siguiente cita:
Fue prácticamente una bendición. Me introdujo en un mundo del que jamás pensé que formaría parte: celebridad, fama, éxito financiero. También me otorgó la oportunidad de trabajar con el mejor grupo de gente que nunca habría conocido.
Fue nombrado «Hombre más sexy de la televisión» en los 90, lo que supuso una distinción significativa teniendo en cuenta su edad y su calvicie. En una entrevista con Michael Parkinson, mostró su agradecimiento a Gene Roddenberry, creador de Star Trek, por su respuesta a un reportero que le inquirió: «posiblemente en el siglo XXIV ya hayan encontrado cura contra la calvicie», a lo que Gene respondió:
- En el siglo XXIV, eso no será motivo de preocupación.
Stewart dijo que, a día de hoy, una nueva película de Star Trek con el reparto de La nueva generación es muy improbable.
Stewart también protagonizó X-Men y sus secuelas X-Men 2 , X-Men: The Last Stand y X-Men: días del futuro pasado, además de realizar cameos en las dos películas de Wolverine, interpretando al profesor Charles Xavier. Más recientemente, firmó para interpretar el papel del profesor Alan Hood, el personaje principal en la serie de ciencia ficción The Eleventh Hour, creada por Stephen Gallaghe y su última vez interpretando a Charles Xavier en la película Logan.
En agosto de 2018, el productor de la serie Star Trek: Discovery Alex Kurtzman, anunció el desarrollo de otra serie del Universo de Star Trek, afirmando que el actor regresará pasados varios años retomando el papel del capitán Jean-Luc Picard para la nueva serie, marcando una nueva etapa para el actor británico.

## Vida personal
Stewart y su primera esposa, Sheila Falconer, se divorciaron en 1990, después de veinticuatro años de matrimonio. Tienen dos hijos, Daniel y Sophia. Daniel es un actor de televisión y apareció junto a su padre en 1993 en la película de televisión Tren de la muerte, y en el episodio de Star Trek "The Inner Light", interpretando a su hijo. En 1997, Stewart se comprometió con Wendy Neuss, productora de Star Trek: The Next Generation. Se casaron el 25 de agosto de 2000, y se divorciaron tres años después. Cuatro meses antes de divorciarse de Neuss, Stewart conoció a Lisa Dillon en una producción de The Master Builder, y los dos estuvieron románticamente involucrados hasta 2007. En 2008, Stewart comenzó a salir con Sunny Ozell, una cantante y compositora con sede en Brooklyn, Nueva York, a la cual Stewart conoció mientras actuaba en Macbeth en la Academia de Música de Brooklyn. Stewart compró una casa en Park Slope, Brooklyn, en agosto de 2012 y, posteriormente, comenzó a vivir allí con Ozell. En marzo de 2013, se informó que Stewart y Ozell estaban comprometidos, y se casaron en septiembre de 2013. El amigo de Stewart, el actor Ian McKellen, realizó la ceremonia de la boda.

## Otros papeles
Interpretó varios personajes, desde el gay Sterling en Jeffrey, en 1995, al Rey Enrique II de Inglaterra en la miniserie El león en invierno pasando por el Capitán Ahab en la también miniserie Moby-Dick (1998). Cabe destacar que por estos papeles fue candidato a los Globo de Oro y a los Emmy.
También destacan sus roles Shakespearianos como Claudio en Hamlet (2009) y Macbeth en una película para la BBC Four. Ambos papeles le proporcionaron sendas nominaciones para los Emmy y los premios del Sindicato de Actores.
En 1997 interpretó una adaptación de Cuento de Navidad para la televisión, interpretando a Ebenezer Scrooge que fue dirigida por David Hugh Jones y producida por Hallmark Entertainment.
También se utilizó su voz e imágenes de películas para los videojuegos de varias plataformas, principalmente para PC. En el 2010, fue actor de voz para el videojuego Castlevania: Lords of Shadow interpretando a Zobek, quien es al mismo tiempo el narrador.
Presta su voz a un personaje de la serie animada American Dad, Avery Bullock, y aparece además interpretándose a sí mismo en el episodio 10 de la temporada 8.

## Filmografía parcial

### Cine, televisión y videojuegos
| - Avengers: Doomsday (2026) - Doctor Strange en el multiverso de la locura (2022) - Star Trek: Picard (2020-2023, televisión) - The Kid Who Would Be King (2019) - Los ángeles de Charlie (2019) - Emoji: la película (2017, voz) - Logan (2017) - Spark (2017) - Green Room (2015) - Ted 2 (2015, voz) - X-Men: días del futuro pasado (2014) - Castlevania: Lords of Shadow 2 (2014, videojuego) - The Wolverine (cameo) (2013) - Ice Age: Continental Drift (2012, voz) - Ted (2012, voz) - Castlevania: Lords of Shadow (2010, videojuego) - X-Men Origins: Wolverine (cameo) (2009) - La Tierra (2007) - Eleventh Hour (2006) - The Elder Scrolls IV: Oblivion (2006, voz) - Bambi II (2006, voz) - X-Men: The Last Stand (2006) - Chicken Little (2005, voz) - El partido de sus vidas (2005) - La isla misteriosa (2005, televisión) - Racing stripes (2005) - X-Men 2 (2003) - Frasier (2003, televisión) - El león en invierno (2003, también como productor) - Star Trek: Nemesis (2002) - King of Texas (2002) - Jimmy Neutrón: El niño genio (2001, voz) - X-Men (2000) - Un cuento de Navidad (1999, televisión) - El príncipe de Egipto (1998, voz) - Star Trek: Insurrection (1998) - Casa Segura (1998) | - Moby Dick (1998, televisión) - Conspiración (1997) - Mentes Maestras (1997) - Star Trek: First Contact (1996) - El fantasma de Canterville (1996, televisión) - Let it be me (1995) - Los Simpson (1995, voz) - Jeffrey (1995) - Star Trek: Generations (1994) - Gunmen (1994) - Las locas aventuras de Robin Hood (1993) - Tres mujeres para un caradura (L.A. Story, 1991) - Star Trek: The Next Generation (1987-1994, televisión) - Lady Jane (1986) - Lifeforce, fuerza vital (1985) - Dune (1984) - Pope John Paul II (1984) - Excalibur (1981) - El pequeño lord (1980) - Yo, Claudio (1976, televisión) - Jaque a la reina (Hennessy, 1975) - Hedda (1975) |

## Premios

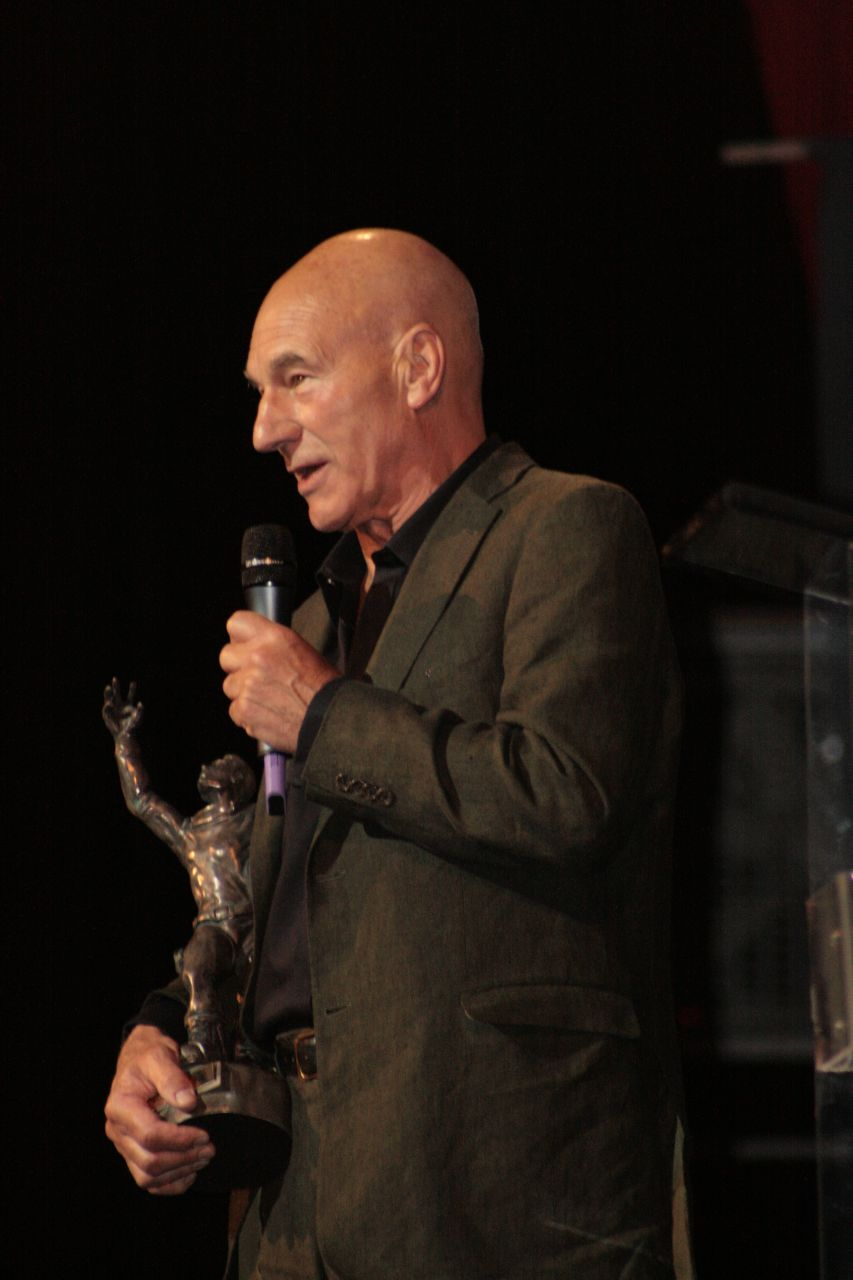
Stewart en el Jules Verne Adventures Film Festival (2007).

En 1991, interpretó su adaptación unipersonal de Un cuento de Navidad, de Charles Dickens, en la que hacía él solo el papel de más de cuarenta personajes. Su radiante energía y su destacada actuación se repitieron al año siguiente en 1992, y después también en 1993, 1994, 1996 y nuevamente, como acto benéfico por los ataques del 11-S en 2001. Por su participación en esta obra ha recibido el Premio Drama Desk, en 1992 y el Premio Laurence Olivier, en 1994. 
- Premios Globo de Oro

| Año  | Categoría                            | Trabajo             | Resultado |
| ---- | ------------------------------------ | ------------------- | --------- |
| 2005 | Mejor actor de miniserie o telefilme | El león en invierno | Candidato |
| 1999 | Mejor actor de miniserie o telefilme | Moby-Dick           | Candidato |

- Premios Primetime Emmy

| Año  | Categoría                                      | Trabajo             | Resultado |
| ---- | ---------------------------------------------- | ------------------- | --------- |
| 2010 | Mejor actor de reparto - Miniserie o telefilme | Hamlet              | Candidato |
| 2006 | Mejor actor invitado - Serie de comedia        | Extras              | Candidato |
| 2004 | Mejor telefilme                                | El león en invierno | Candidato |
| 1998 | Mejor actor - Miniserie o telefilme            | Moby-Dick           | Candidato |

- Premios del Sindicato de Actores

| Año  | Categoría                                         | Trabajo                        | Resultado |
| ---- | ------------------------------------------------- | ------------------------------ | --------- |
| 2010 | Mejor actor de televisión - Miniserie o telefilme | Macbeth                        | Candidato |
| 1999 | Mejor actor de televisión - Miniserie o telefilme | Un cuento de Navidad           | Candidato |
| 1994 | Mejor actor de televisión - Drama                 | Star Trek: The Next Generation | Candidato |

- Premios Tony

| Año  | Categoría                                   | Trabajo | Resultado |
| ---- | ------------------------------------------- | ------- | --------- |
| 2008 | Mejor actor principal en una obra de teatro | Macbeth | Candidato |